# Instituut voor het Transport langs de Binnenwateren
Het Instituut voor het Transport langs de Binnenwateren (ITB) is een Belgisch onafhankelijk en onpartijdig onderzoeksinstituut op federaal niveau ten dienste van de binnenvaart. Het is opgericht onder de vorm van een vereniging zonder winstoogmerk op 5 januari 1970. De leden zijn personen en instellingen die alle gemeen hebben dat zij betrokken zijn bij het vervoer langs de waterweg. 

## Doelstelling
De doelstelling van het instituut bestaat uit het doen van onderzoek om de vooruitgang en de veiligheid van het vervoer langs de waterweg te verzekeren en daarover te rapporteren aan de overheid. Daarnaast voert het ook beleid uit. Het is onder andere verantwoordelijk voor de organisatie van het uniforme financieringssysteem voor de inname en verwijdering van olie- en vethoudend scheepsbedrijfsafval in uitvoering van het Verdrag inzake de verzameling, afgifte en inname van afval in de Rijn- en binnenvaart. Het instituut verdedigt niet alleen de belangen van de binnenvaartsector, maar treedt ook op als promotor van het vervoer langs de binnenwateren. 

## Functioneren
Het instituut functioneert in commissies en werkgroepen
- Commissie Scholen
  - Werkgroep "A.D.N.R."
  - Werkgroep "Toegang tot het beroep"
  - Werkgroep "Vaarbewijs"
  - Werkgroep "Kleuteronderwijs"
- Commissie Tankvaart
- Economische Commissie
- Werkgroep " Enquête - Kostprijsmodel "
- Technische Commissie
- Commissie Sociale Zaken